# Stéphane Cazes
Pour les articles homonymes, voir Cazes.
Stéphane Cazes est un réalisateur français, né le 21 octobre 1983.

## Biographie
Après une scolarité effectuée à l'École alsacienne, Stéphane Cazes a achevé des études en section réalisation cinéma à l’École supérieure de réalisation audiovisuelle (ESRA) en 2004. 
Il a travaillé comme scénariste, réalisateur, chef opérateur et monteur, principalement pendant une période de 4-5 ans après la fin de ses études, dans des courts métrages.  
Après cette période, il se consacre pendant deux ans à l'écriture de son long métrage Ombline, s'engage comme bénévole dans le milieu carcéral, et reprend des études de sociologie - toutes expériences qui nourriront son film.  
Bénévole pour plusieurs associations du milieu carcéral, il est notamment intervenu dans plusieurs prisons pour du soutien scolaire et des animations socioculturelles (dont le tournage du court-métrage inédit, Le Parloir) avec des détenus, ce qui a inspiré Ombline (avec lequel il devient Lauréat de la Fondation Gan pour le Cinéma, en 2009).
Ombline a été un projet à la genèse longue, sorti plus de 10 ans après les premières lignes de son écriture. Sa réalisation a été rendue possible par l'obtention du Prix Sopadin, qui récompense des scénarios.
Il enseigne par ailleurs dans plusieurs établissements, notamment à l’ESRA.

## Filmographie
- 2005 : L'Échange des regards, court métrage [3]
- 2007 : Le Chant de la sirène, moyen métrage
- 2007 : L'Aller-retour, court métrage de Judith Havas, comme assistant à la réalisation
- 2012 : Ombline[4], long métrage titré initialement Le Sens de la peine[5]
- 2023 : Les Têtes givrées

## Distinctions
- Lauréat de la Fondation Gan pour le cinéma en 2009 pour le scénario d'Ombline[6].
- Festival du film indépendant de Rome[Quand ?] : meilleur film pour Ombline
- Festival Cinemania à Montréal[Quand ?] : meilleur premier film et meilleur film pour Ombline[7]
- Festival Écran Junior de Cannes cinéphiles[8] 2012
- Festival international du cinéma indépendant Off Plus Camera de Cracovie 2013[9] :
  - Prix des critiques de la FIPRESCI
  - Prix du jury des jeunes (Nagroda Młodzieżowego Jury).
  - Prix spécial du jury dans la compétition principale : « Voies tracées » „Wytyczanie Drogi”.